# União Almeirim
El União Almeirim es un equipo de fútbol de Portugal que juega en el Campeonato de Portugal, la tercera división de fútbol del país.

## Historia
Fue fundado el 24 de junio de 1934 en la ciudad de Almeirim del distrito de Santarém como el primer equipo multideportivo de la ciudad, ya que incluye secciones en fútbol sala, fútbol playa, fútbol femenil y balonmano.
En 1968 tiene su primera participación en la Copa de Portugal luego de obtener el ascenso a la Tercera División de Portugal por primera ocasión donde fue eliminado en la cuarta ronda por el eventual campeón SL Benfica por marcador de 0-8.
El club registró cuatro temporadas en la desaparecida II Divisao y 17 temporadas en la también desaparecida Tercera División de Portugal, además de una temporada en la Segunda División B de Portugal y más de 20 participaciones en la Copa de Portugal.
En la temporada 2020/21 jugará por primera vez en el Campeonato de Portugal.

## Palmarés
- Liga Regional de Santarém: 3

1992/93, 1999/2000, 2019/20